# 上海体育运动技术学院
上海体育运动技术学院位于中华人民共和国上海市，创建于1953年，最初命名为中华全国体育总会华东总分会体育训练班（簡稱「华东体训班」），1954年與上海市体训班合併，易名为华东体育学院竞技指导科，1956年改名上海体育学院竞技指导科，1960年扩编为上海体育学院运动系，文化大革命期间称作上海体育工作大队，1981年改名为上海体育学院分院，1984年更名为上海体育运动技术学院。
2002年，上海体育运动技术学院與上海体育学院、上海市体育科学研究所合併成新的上海体育学院。